# KNUT
KNUT（101.1 FM）是位于北马里亚纳群岛的一个音乐电台，由选择广播公司开办。发射台位于塞班岛，可覆盖整个北马里亚纳群岛，在1999年10月7日开播。最初在美国联邦通信委员会登记呼号为KCNM-FM，在2010年7月14日改为现在呼号。2012年2月5日，电台的播音室从北马里亚纳群岛的塞班岛移动到关岛的塔穆宁。